# Étaves-et-Bocquiaux
Étaves-et-Bocquiaux és un municipi francès del departament de l'Aisne, als Alts de França.
Forma part de la Communauté de communes du Pays du Vermandois.

## Administració
Des del 2001 l'alcalde és Françoise Cunot.

## Demografia
- 1962: 754 habitants.
- 1975: 708 habitants.
- 1990: 636 habitants.
- 1999: 615 habitants.
- 2007: 551 habitants.
- 2008: 543 habitants.[1]